# Università in Bosnia ed Erzegovina

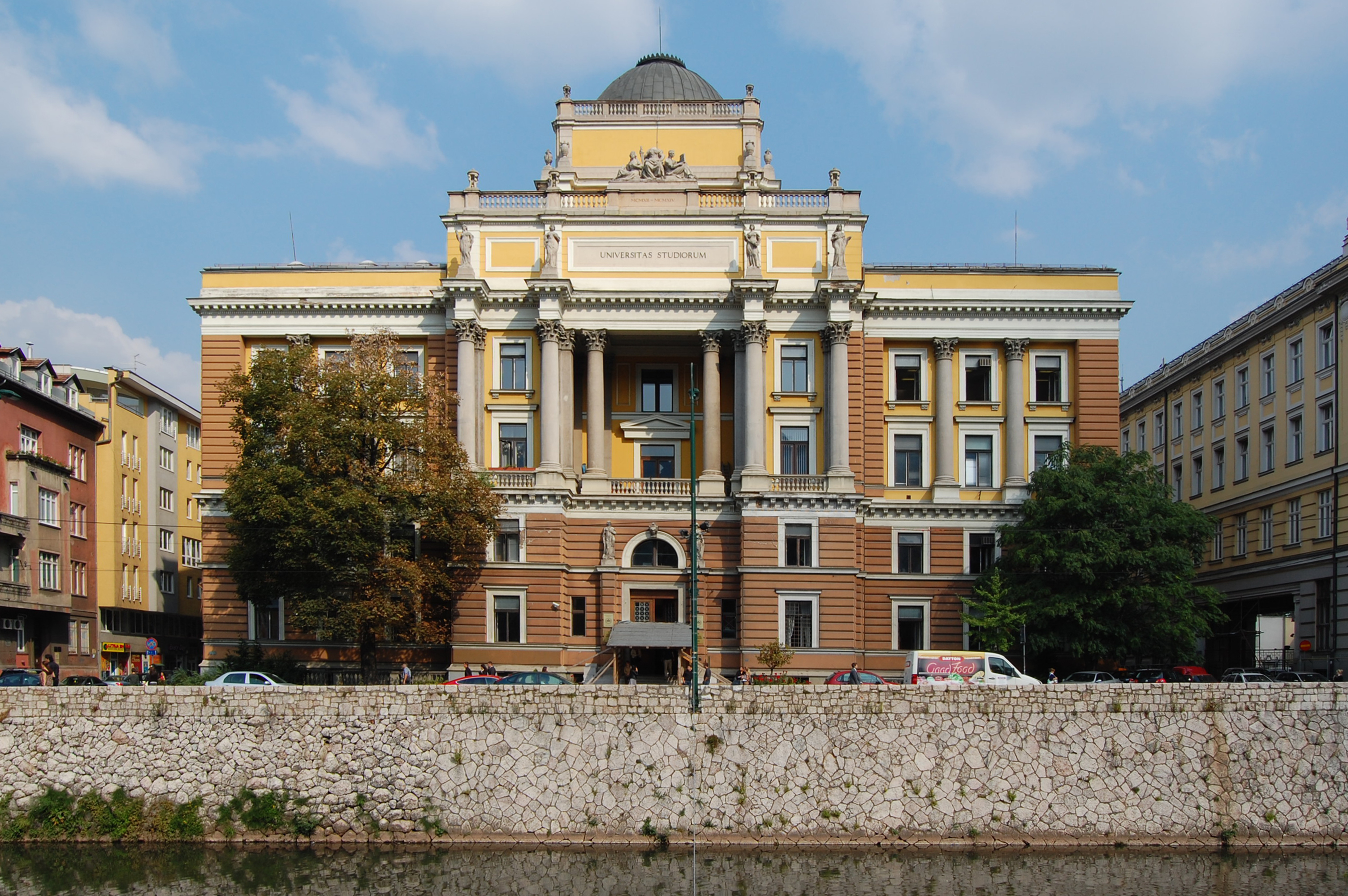
L'università di Sarajevo, la più grande e antica del Paese.

Questa è una lista delle università della Bosnia ed Erzegovina.

## Università pubbliche

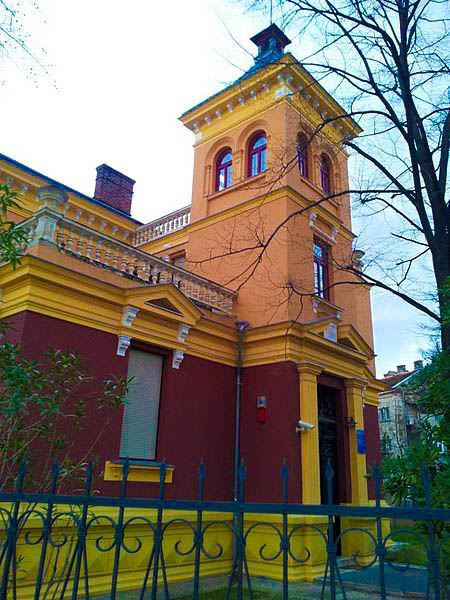
L'università di Mostar.

La lista che segue include gli istituti pubblici nel budget dei governi della Federazione di Bosnia ed Erzegovina e della Repubblica Serba di Bosnia ed Erzegovina; il numero di studenti iscritti si riferisce all'anno accademico 2018/19.
| Nome                                | Entità                       | Cantone o regione  | Città        | Facoltà | Fondazione | Studenti | Link |
| ----------------------------------- | ---------------------------- | ------------------ | ------------ | ------- | ---------- | -------- | ---- |
| Università di Sarajevo              | Fed. di Bosnia ed Erzegovina | Sarajevo           | Sarajevo     | 28      | 1949       | 30 866   |      |
| Università di Mostar                | Fed. di Bosnia ed Erzegovina | Erzegovina-Narenta | Mostar       | 11      | 1977       | 11 194   |      |
| Università di Banja Luka            | Repubblica Serba             | Banja Luka         | Banja Luka   | 18      | 1975       | 11 186   |      |
| Università di Tuzla                 | Fed. di Bosnia ed Erzegovina | Tuzla              | Tuzla        | 13      | 1976       | 10 683   |      |
| Università di Sarajevo Est          | Repubblica Serba             | Sarajevo-Romanija  | Sarajevo Est | 21      | 1992       | 8 049    |      |
| Università di Zenica                | Fed. di Bosnia ed Erzegovina | Zenica-Doboj       | Zenica       | 8       | 2000       | 3 927    |      |
| Università Džemal Bijedić di Mostar | Fed. di Bosnia ed Erzegovina | Erzegovina-Narenta | Mostar       | 8       | 1993       | 3 313    |      |
| Università di Bihać                 | Fed. di Bosnia ed Erzegovina | Una-Sana           | Bihać        | 7       | 1997       | 2 952    |      |

## Università private

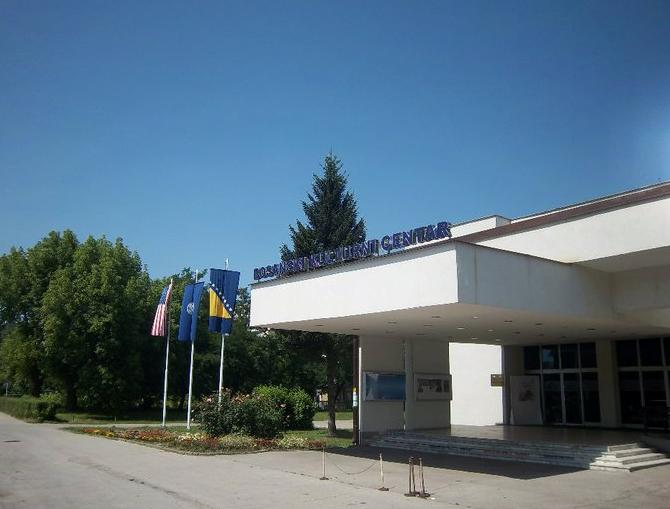
L'American University in Bosnia and Herzegovina a Tuzla.

- American University in Bosnia and Herzegovina (Sarajevo e Tuzla)[3]
- Banja Luka College (Banja Luka)[4]
- Banja Luka College of Communications Kappa Phi (Banja Luka)[5]
- Collegio superiore CEPS-Centro di Economia Aziendale (Kiseljak)
- Collegio superiore per le Scienze Applicate e Giurisprudenza "Prometej" (Banja Luka)[6]
- Collegio superiore di Economia Aziendale "PRIMUS" (Bosanska Gradiška)[7]
- Università Internazionale Burch (Sarajevo)[8]
- Università Internazionale di Sarajevo (Sarajevo)[9]
- Università di Travnik (Travnik)[10]
- Università Paneuropea ApeiroN (Banja Luka)[11]
- Scuola di Scienza e Tecnologia di Sarajevo (Sarajevo)[12]
- Università Slobomir P (Doboj and Bijeljina)[13]
- University College di Prijedor (Prijedor)[14]
- Università dell'Erzegovina (Medjugorje e Mostar)[15]
- Università di Scienza Moderne-CKM (Mostar)[16]
- Università di Vitez (Travnik)[17]
- Università Sinergija (Bijeljina)[18]
- Università di Ingegneria Business e Management (Banja Luka) [19]